# 맥쿼리그룹
맥쿼리그룹(영어: Macquarie Group Limited) 또는 맥쿼리는 오스트레일리아에 본사를 두고 있는 세계적인 금융그룹이다. 세계 최대 인프라 자산운용사이자, 오스트레일리아 최대의 투자은행이다.

## 역사
1969년 12월 10일, 영국에 본사를 둔 금융회사 Hill Samuel & Company가 오스트레일리아 지사 Hill Samuel Australia를 시드니에 설립한 것이 시초가 되었다. 1981년, 오스트레일리아의 금융 시장 규제가 완화 됨에 따라 Hill Samuel Australia는 오스트레일리아 지사가 아닌 정식 은행으로 전환하고자 인가 절차에 돌입하여, 1985년 2월 28일 연방 재무부로부터 맥쿼리은행(Macquarie Bank)으로의 전환에 대한 허가를 득하였다. 맥쿼리은행의 상호명은 뉴사우스웨일스 주의 초대 총독을 역임, 사회 및 경제 개혁에 큰 역할을 한 라클란 맥쿼리 소장의 이름을 딴 것이다.
맥쿼리는 오스트레일리아 증권거래소에 1996년 10월 30일 상장되었다.

## 글로벌 네트워크

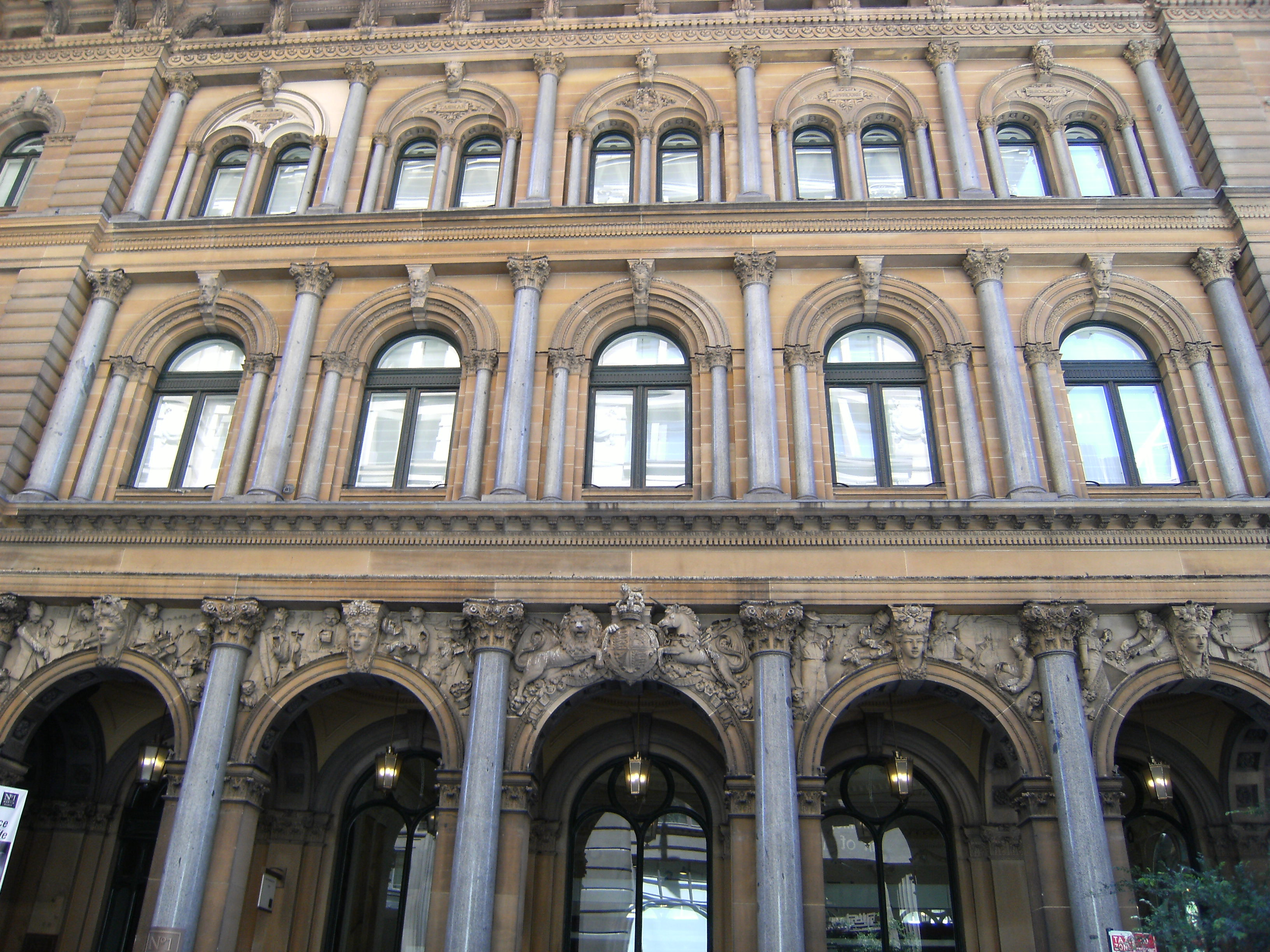
맥쿼리그룹 본사가 위치한 시드니 No. 1 Martin Place

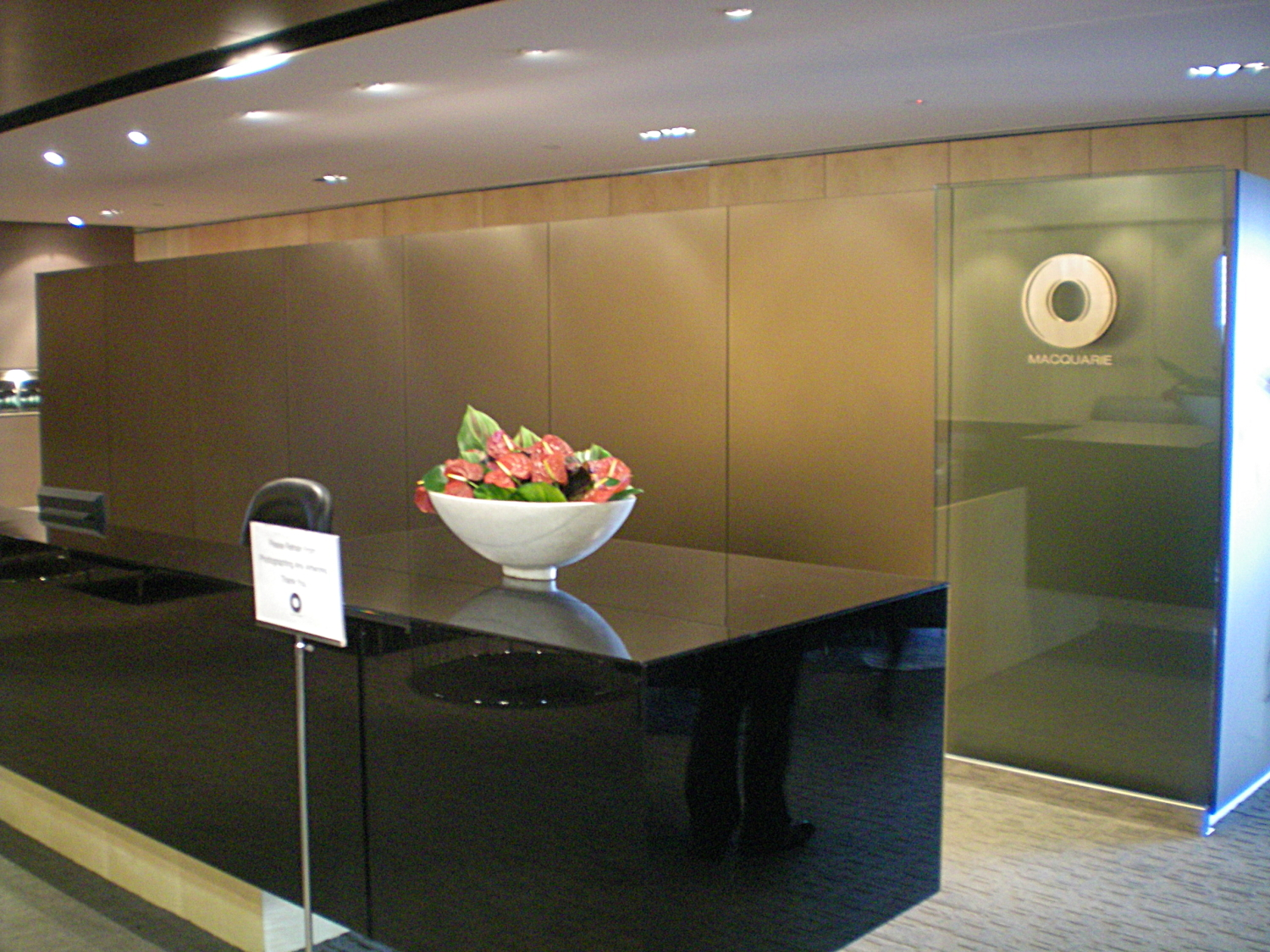
맥쿼리은행 멜버른 본사 내부 전경

맥쿼리는 25개국에 약 20,000명의 임직원이 근무하고 있다.

### 유럽
- 오스트리아, 독일, 프랑스, 아일랜드, 룩셈부르크, 네덜란드, 스웨덴, 스위스, 영국
- 러시아

### 아시아
- 홍콩, 인도, 인도네시아, 필리핀, 싱가포르, 말레이시아, 태국
- 대한민국, 중국, 일본

### 아프리카/중동
- 남아프리카 공화국
- 아랍에미리트

### 미국 대륙
- 미국, 캐나다, 멕시코
- 아르헨티나, 브라질

### 남태평양
- 오스트레일리아(본사)
- 뉴질랜드

## 기업 구조
맥쿼리는 5개의 주요 영업조직 및 4개 관리조직으로 구성되어 있다.

### 영업부문
- 맥쿼리캐피탈 (Macquarie Capital, MacCap)
- 맥쿼리자산운용 (Macquarie Asset Management, MAM)
- 뱅킹ㆍ금융서비스 (Banking & Financial Services, BFS)
- 상품ㆍ글로벌마켓 (Commodities & Global Markets, CGM)

### 관리부문
- 리스크관리본부 (Risk Management Group, RMG)
- 법무본부 (Legal & Governance Group, LGG)
- 재무관리본부 (Financial Management Group, FMG)
- 경영지원본부 (Corporate Operations Group, COG)

## 경영진
- 셰마라 위크라마나야커 (Shemara Wikramanayake): 회장 겸 CEO
- 알렉스 하비 (Alex Harvey): 재무관리본부장 겸 CFO
- 니콜 소바라 (Nicole Sorbara): 경영지원본부장 겸 COO
- 패트릭 업폴드 (Patrick Upfold): 리스크관리본부장 겸 CRO
- 그레그 워드 (Greg Ward): 부회장 겸 뱅킹ㆍ금융서비스 대표
- 마이클 실버튼 (Michael Silverton): 맥쿼리캐피탈 대표
- 벤 웨이 (Ben Way): 맥쿼리자산운용 대표
- 니콜라스 오케인 (Nicholas O'Kane): 상품ㆍ글로벌마켓 대표
- 스튜어트 그린 (Stuart Green): 맥쿼리은행장

## 맥쿼리그룹재단
맥쿼리그룹재단(Macquarie Group Foundation)은 1984년 설립 이래 3억 오스트레일리아 달러 이상을 기부 하였으며, 이외에도 자원 봉사, 재능 기부 및 인력 지원 등의 활동을 통하여 전 세계에 교육, 건강, 복지, 환경, 예술 부문 등에 기여하고 있다. 한국에는 사회공헌활동 지원을 위하여 한국커뮤니티자문위원회를 창설, 사회복지공동모금회, 독거노인종합지원센터, 초록우산어린이재단 등과 함께 사회 공헌활동에 참여하고 있다.

## 맥쿼리자산운용
맥쿼리자산운용은 대한민국의 사모펀드이다.

### 투자
- 1979년 대성산업(현 대성합동지주)과 글로벌 산업용 가스 기업인 프랑스 에어리퀴드가 합작해 설립한 DIG에어가스를 2019년 1조5300억원 규모의 인수금융을 일으켜 MBK파트너스로부터 지분 100%를 2조5000억원에 사들였다가 2025년 매각을 추진하고 있다[6]

- 2020년 LG가 소유하던 LG CNS의 지분 35%를 1조 19억원에 인수하였다.[7]

## 기타
2010년 2월 이 은행 직원이 근무 중에 성인 사이트를 관람하고 있는 영상이 지역 방송국을 통해 방송되었다. 이 방송은 순식간에 유튜브에 게재되어 일약 전 세계에서 화제가 되었다.

## 같이 보기
- 맥쿼리한국인프라투융자회사